# EVA (мережа магазинів)
Мережа магазинів EVA — одна з найбільших торгових мереж в Україні, що займається офлайн- та онлайн-торгівлею товарами для краси та здоров'я, заснована у 2002 році в Дніпрі. Станом на лютий 2021 року налічує понад 1059 магазинів типу дрогері по всій території України.
Торговельна площа складає 137 тис. м2. У магазинах представлено 30 тис. асортиментних позицій, 48 власних торгових марок (ВТМ). Кількість працівників понад 13 тис. Чистий дохід 2020 року сягнув 13 млрд грн.

## Історія розвитку мережі
У 2002 році було відкрито перший магазин у Дніпрі. Мережею керує засноване в травні ТОВ «РУШ».
У 2003 році мережа налічувала 10 магазинів.
У 2004 році кількість торгових точок зросла до 19.
У 2005 році 40 магазинів; ринок збільшився до двох областей, перші магазини відкрито в Донецькій області.
У 2006 році мережа виходить на ринок у Київській, Одеській і Харківській областях. Відкриває філію в Китаї, починає імпорт товарів. В Україні починають працювати 86 торгових точок.
З 2008 по 2009 роки кількість торгових точок збільшилась до 137. Компанія отримує сертифікат міжнародного стандарту "ISO 9001:2000.
У 2010 році мережа випускає перший товар під власною торговою маркою — «Управдом».
У 2011 році працюють 169 магазинів. У портфелі ВТМ — 236 товарних позицій.

З 2012 по 2013 роки кількість торгових точок становила 220 магазинів, починає роботу програма лояльності «EVA Мозаїка». Протягом 2013 року відкрито 66 торгових точок.
У 2014 році мережа налічувала 252 магазини в областях, товари власних марок складають 17 % від усіх товарів мережі. За рік було відкрито 75 нових магазинів.
У 2015 році мережа нараховує 364 магазини. За рік відкрито 112 нових торгових точок. Проведена реструктуризація та розширення підрозділу ВТМ. Мережа виходить у лідери за товарообігом в Україні на ринку drogerie;
У 2016 році мережа представлена 448 магазинами. За рік відкрито 127 нових торгових точок, мережа починає роботу в західних областях. Портфель власних торгових марок компанії нараховує 32 бренди та понад 2500 товарних позицій.
У 2017 році мережа перевищила позначку 600 магазинів. Щомісяця відкривається приблизно 20 магазинів. За товарообігом займає п'яте місце в Східній Європі. У листопаді розпочав роботу інтернет-магазин. За рік відкрито 168 нових торгових точок.
У 2018 році мережа ритейлера становила понад 750 торгових точок. За рік відкрито понад 150 нових торгових точок.
У 2019 році відкриття 900-го магазину мережі. Наприкінці року відбулося відкриття магазину нового формату — EVA Beauty Lab.
У 2020 році компанія відкрила свій тисячний магазин.
Для забезпечення магазинів товарами створені п'ять логістичних центрів, розташованих у місті Києві, Дніпрі, Львові, Харкові та Одесі.

## Власні торгові марки

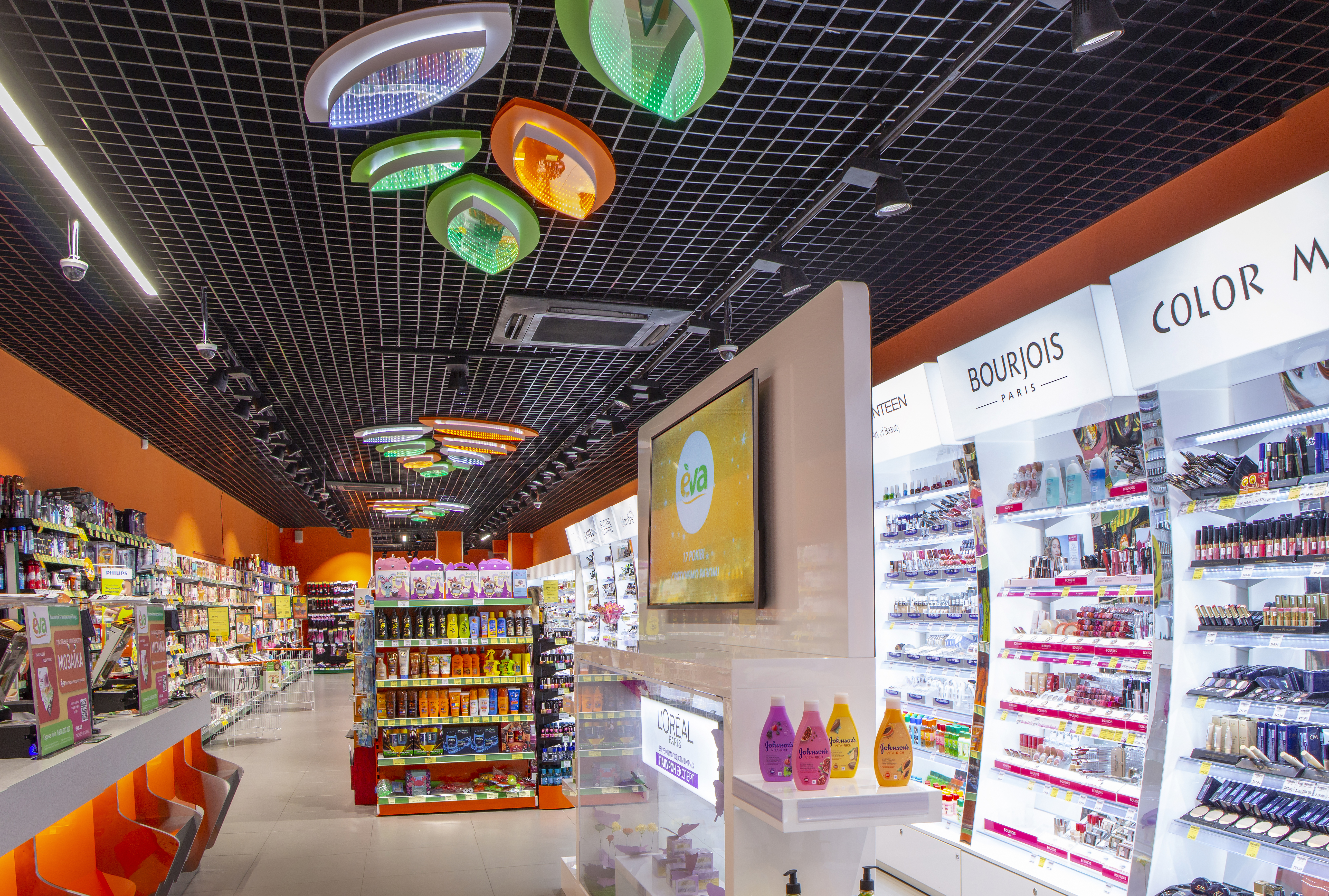
Інтер'єр магазину

2010 року компанія почала виготовлення товарів під власною торговою маркою. Перший товар, який випустили під власною торговою маркою — засіб для чищення «Управдом». Портфель власних торгових марок компанії нараховує 43 бренди.
| Напрям                                                  | ТМ |
| Декоративна косметика                                   | «LCF», «Patricia Ledo», «GlamBee», «Honey bunny miss», «MISSAI»                                                                    |
| Парфумерія                                              | «MariQueen», «Moxa'm», «The City spirit», «Fabien Marche», «Ralf Cristoff», «Le BOUQUET», «PlayandLive», «PatriciaLedo», «GlamBee» |
| Панчішно-шкарпеточні вироби                             | «Defile comfort», «Viv'en Petty», «Sensifly», «AmiGO», «AmiGA»                                                                     |
| Засоби по догляду за руками, ногами, тілом та обличчям: | «Green Way ФітоЛінія», «MAY», «UTerranative», «About body»                                                                         |
| Гребінці та галантерея                                  | «K.O.S.», «Камілл Леді», «Соварт»                                                                                                  |
| Засоби по догляду за волоссям                           | «MAY», «Level», «Gen 96», «About hair»                                                                                             |
| Професійні засоби по догляду за волоссям                | «Estima», «IQ code», «GEN geneticlab»                                                                                              |
| Засоби для фарбування волосся                           | «Colibri», «ART CAPELLY», «PORTFOLIO»                                                                                              |
| Професійні засоби для фарбування волосся                | «Estima», «IQ code» |
| Засоби жіночої гігієни                                  | «Ombrello», «Lingery» |
| Засоби догляду за порожниною рота та зубами             | «!CEBERG», «MAY dent», «Полісся»                                                                                                   |
| Товари дитячої категорії                                | «Honey Bunny», «Десять слоненят», «Crazy Mo»                                                                                       |
| Підгузки                                                | «JOY», «Lucky Pin» |
| Товари для дому та побутова хімія                       | «Управдом», «SKY Style», «MAY dent»                                                                                                |
| Побутова хімія                                          | «Управдом», «Полісся», «SKY Style»                                                                                                 |
| Паперово-гігієнічна продукція                           | «Lito», «Green Way ФітоЛінія», «Полісся»                                                                                           |

## Соціальні проєкти

### Orange Days
Тричі на рік у мережі проходять дні, коли споживачі купують акційні товари з помаранчевими цінниками, частина коштів перераховується на придбання медичного обладнання для перинатальних центрів України. Компанія передала обладнання на 2 млн грн до 12 закладів різних областей. Проєкт створено для допомоги передчасно народженим дітям. 2018 року проєкт отримав відзнаку в номінації «Суспільство» Partnership for Sustainability Award 2018. 2019 року проєкт отримав відзнаку «Велике серце» Best Retail Project.

### Протидія COVID-19
У грудні 2020 року EVA допомогала 242 лікарням у боротьбі з COVID-19, які мережа забезпечила мийними та дезінфекційними засобами на місяць карантину, проєкт отримав нагороду ООН на конкурсі «Партнерство заради сталого розвитку — 2020» у категорії «Подолання COVID-19».

## Відзнаки
- 2011 — «Вибір споживача» від Retail awards у номінації «Мережа магазинів краси, здоров'я та побутової хімії».[22]
- 2013 — «Private Label 2013» у номінації «Інновація року» та «Ефективність року».[23]
- 2014 — № 3 серед українських мереж формату drogerie, 31 % ринку.[24]
- 2016 — «Мережа магазинів краси, здоров'я та побутової хімії» премії Retail Awards «Вибір споживача».[8]

- 2017 — премія «PrivateLabel-2017» у номінації «Динаміка розвитку».[8][25]

### 2018
- соцпроєкт допомоги недоношеним дітям «OrangeDays в EVA» переміг в конкурсі від ООН в Україні «Partnership for Sustainability Award 2018».[18]
- «Найкращий магазин краси та здоров'я» за версією премії «Вибір року-2018».[26][27]
- Премія Retail awards 2018 «Вибір споживача» в номінації «Мережа магазинів краси, здоров'я та побутової хімії».[28]

### 2019
- ТОП-20 найкращих роботодавців України.[29]
- «Найкращий магазин краси та здоров'я» за версією премії «Вибір року-2019».[26][30]
- «Ритейлер року в drogerie» від Ukrainian Retail Association.[31][32]

- 2020 — товари власних торгових марок отримали нагороди PrivateLabel-2020.[33]
- 2023 — № 7 найкращих роботодавців за версією видання Delo.ua.[34]